# Брда (Радовлиця)
Брда (словен. Brda) — поселення в общині Радовліца, Горенський регіон, Словенія. Висота над рівнем моря: 572 м.